# Sequía en el Sur de Ecuador de 1968

Ubicación de la provincia de Loja.

Fue uno de los fenómenos naturales más fuertes que afrontó el país, que, teniendo antecedentes desde 1946, afectó a la sierra de la región sur del Ecuador en la década de 1960, específicamente a la provincia de Loja. La gran sequía, como fue conocida, produjo la mayor oleada de migración interna en el país, provocando entre estos 20 años, la salida de 164 183 personas aproximadamente, más otros factores. La mayor parte comprendía a la población económicamente activa, de entre 20 y 40 años de edad.
Se produjo durante la última dictadura del Ecuador, en un tiempo donde se implementó una reforma agraria, que atraería a los emigrantes a las ciudades más pobladas, como lo eran Quito, Guayaquil y a las ciudades aledañas a estas, a más de también, hacia la costa, en la provincia de El Oro, en el tiempo del auge de la industria bananera.
Su punto más crítico se llevó a cabo en el año 1968, en donde los cultivos como maíz, hortalizas, fréjol, arroz se producían en la provincia por hectáreas. La cultura lojana, tuvo una inclinación independiente al país, a raíz de la guerra peruano-ecuatoriana y esta sequía, influyendo en: la política, como la reforma agraria; sociedad, como la migración; gastronomía, con platos de bajo costo como el repe lojano; y arte, como los murales.